# 168 v. Chr.
Portal Geschichte | Portal Biografien | Aktuelle Ereignisse | Jahreskalender | Tagesartikel

◄ |
3. Jahrhundert v. Chr. |
2. Jahrhundert v. Chr. |
1. Jahrhundert v. Chr. |
►

◄ | 180er v. Chr. | 170er v. Chr. | 160er v. Chr. | 150er v. Chr. |
140er v. Chr. |
►

◄◄ | ◄ | 171 v. Chr. | 170 v. Chr. | 169 v. Chr. | 168 v. Chr. |
167 v. Chr. |
166 v. Chr. |
165 v. Chr. |
► |
►►
Staatsoberhäupter

## Ereignisse

### Politik und Weltgeschehen

#### Dritter Makedonisch-Römischer Krieg

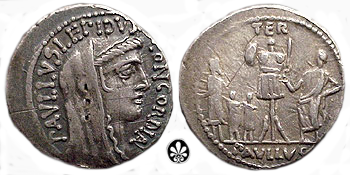
Konsul Aemilius Paullus auf einer römischen Münze

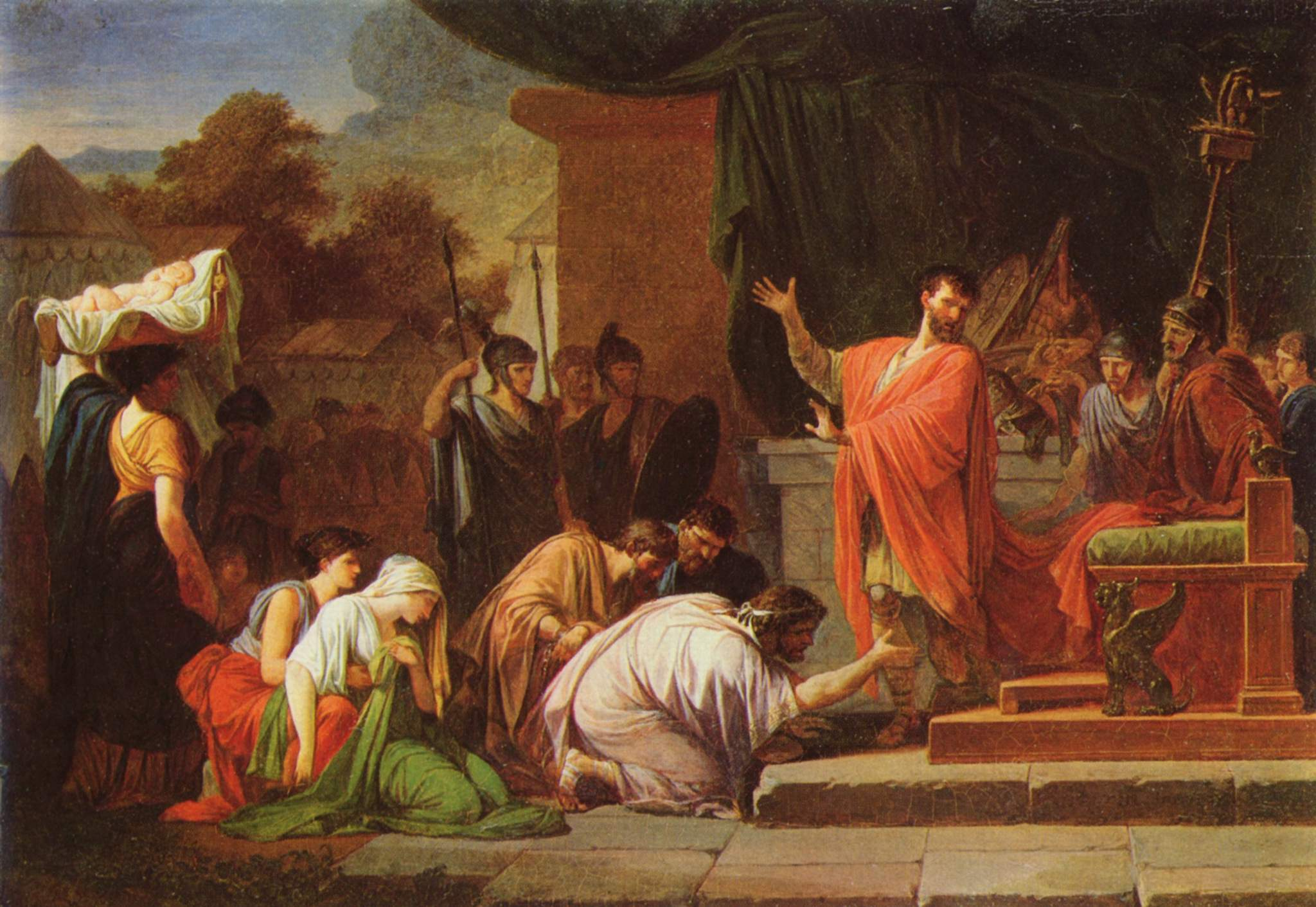
König Perseus vor Aemilius Paullus, Jean-François-Pierre Peyron 1802

- 22. Juni: Dem römischen Heer unter Aemilius Paullus gelingt es nach dreijähriger Kriegführung im Dritten Makedonisch-Römischen Krieg, die makedonischen Streitkräfte in der Schlacht von Pydna entscheidend zu besiegen. Das Königreich der Antigoniden wird aufgelöst, der letzte König Perseus in Alba Fucens eingekerkert.

#### Sechster Syrischer Krieg
- Anfang Juli: Am Tag von Eleusis zwingen römische Gesandte den Seleukidenkönig Antiochos IV. zum Verzicht auf die Eroberungen in Ägypten. Damit ist der Sechste Syrische Krieg beendet.

#### Illyrien
- Der letzte illyrische König Genthios, der in Scodra (heutiges Nordalbanien) residiert, wird von den Römern unter Lucius Anicius Gallus besiegt und gefangen nach Rom geführt. Die illyrischen Gebiete werden in von den Römern abhängige Klientelstaaten aufgeteilt. Damit endet auf der Balkanhalbinsel die Zeit der Illyrer endgültig.

## Gestorben
- Caecilius Statius, römischer Komödiendichter (* um 220 v. Chr.)